# 卒業 〜TOP OF THE WORLD〜
「卒業 〜TOP OF THE WORLD〜」（そつぎょう トップ・オブ・ザ・ワールド）は、平家みちよの2枚目のシングル。1998年2月15日発売。

## 概要
原曲はカーペンターズ「TOP OF THE WORLD」。
1枚目のアルバム「Teenage Dream」先行シングル。

## 収録曲
（全編曲：はたけ）
1. 卒業 〜TOP OF THE WORLD〜
作詞：ジョン・ベティス、訳詞：まこと、作曲：リチャード・カーペンター
2. 支えてくれなくちゃ
作詞：まこと、作曲：はたけ
3. 卒業 〜TOP OF THE WORLD〜（オリジナル・カラオケ）

## 参加ミュージシャン
卒業 〜TOP OF THE WORLD〜
- ギター&プログラミング：はたけ
- ベース：鮫島秀樹
- ドラム：そうる透
- ピアノ：田原音彦
- オルガン：須藤豪
- タンバリン：たいせー
- バックグラウンドボーカル：濱田美和子・小口かな子